# Distretto di Hassi Khalifa
Il distretto di Hassi Khalifa è un distretto della provincia di El Oued, in Algeria.

## Comuni
Il distretto di Guemar comprende 2 comuni:
- Hassi Khalifa
- Trifaoui